# Casiphioprionus limbatus
Casiphioprionus limbatus là một loài bọ cánh cứng trong họ Cerambycidae.